# آبریا
آبریا (به لاتین: Abary) در گویان است که در ماهایکا-بربیک واقع شده‌است.